# Aphanogryllacris sexpunctata
Aphanogryllacris sexpunctata är en insektsart som först beskrevs av Brunner von Wattenwyl 1888.  Aphanogryllacris sexpunctata ingår i släktet Aphanogryllacris och familjen Gryllacrididae.

## Underarter
Arten delas in i följande underarter:
- A. s. sexpunctata
- A. s. uncistyla